# بایکار

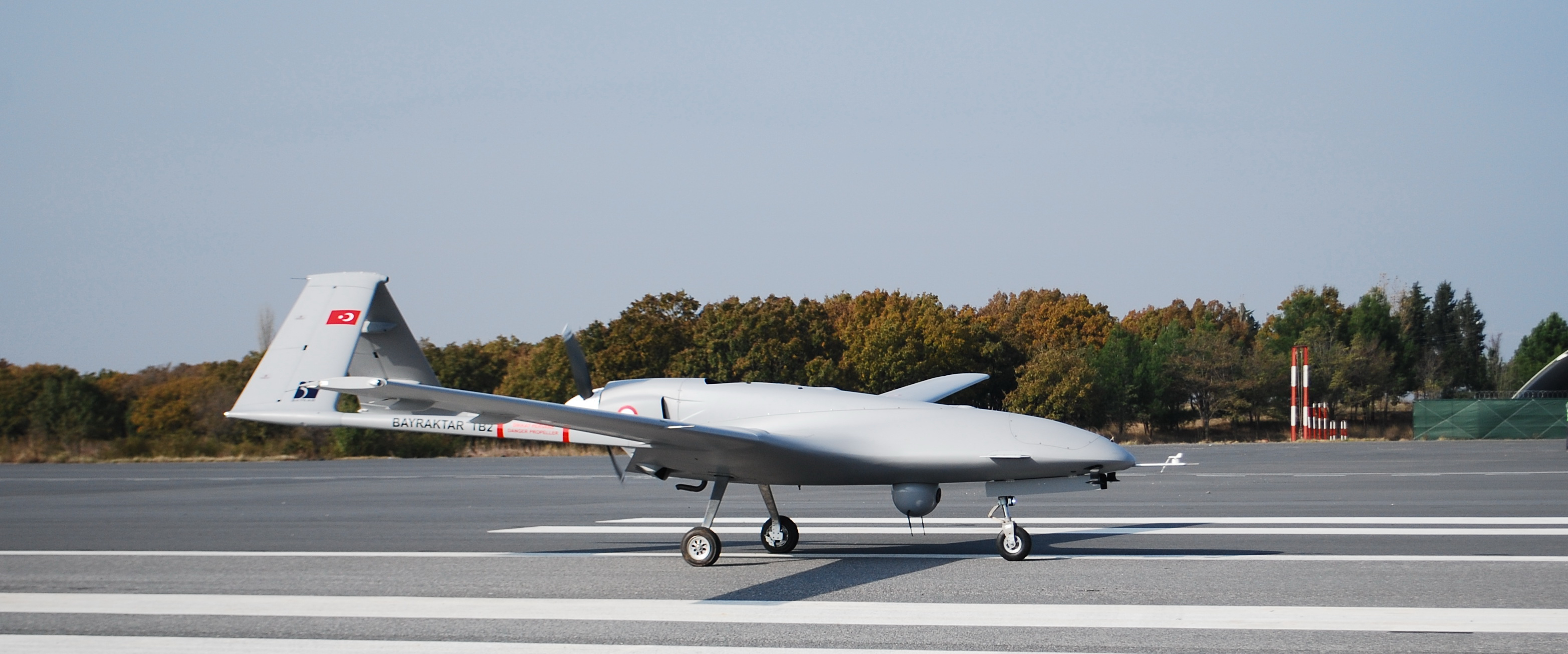
پهپاد تاکتیکی بیرقدار تی بی 2

بایکار (به ترکی: Baykar Savunma) یک شرکت ترکیه‌ای سازنده پهپاد است که در سال ۱۹۸۴ تأسیس شد و امروزه به تولیدکننده پیشرو پهپاد و هوش مصنوعی در ترکیه تبدیل شده‌است.

## طرح‌ها
- بیرقدار مینی
- پهپاد تاکتیکی بیرقدار تی‌بی۱
- پهپاد تاکتیکی بیرقدار تی‌بی۲[۴]
- بیرقدار آکینجی[۵]
- پهپاد تاکتیکی بیرقدار تی‌بی3